# Entedon coponices
Entedon coponices är en stekelart som beskrevs av Goureau 1851. Entedon coponices ingår i släktet Entedon och familjen finglanssteklar.
Artens utbredningsområde är Frankrike. Inga underarter finns listade i Catalogue of Life.